# デイヴィッド・トンプソン (サッカー選手)
デイヴィッド・トンプソン（David Thompson、1977年9月12日 - ）は、イングランド・バーケンヘッド出身の元プロサッカー選手。現役時代のポジションはMF。

## 経歴

### クラブ
リヴァプールFCの下部組織出身。デビュー当初は出番が限られたが、レンタル移籍で経験を積み復帰後もそれなりに起用された。2000年夏にコヴェントリー・シティFCに移籍。以降、ブラックバーン・ローヴァーズ、ウィガン・アスレティック、ポーツマス、ボルトン・ワンダラーズでプレーした。
2003-04シーズン以降は膝の故障に悩まされ、これが原因で2007年11月を以て現役から引退した。

### 代表
U-21イングランド代表歴がある。
ブラックバーン在籍時の2002年10月、スヴェン＝ゴラン・エリクソン監督に活躍を認められ、スロバキアとマケドニアとの試合を控えるイングランド代表に招集された。しかしA代表でプレーすることはついに無かった。

## 所属クラブ
ユース
- リヴァプールFC 1993-1996

プロ
- リヴァプールFC 1996-2000

→スウィンドン・タウンFC 1997-1998 (loan)
- コヴェントリー・シティFC 2000-2002
- ブラックバーン・ローヴァーズFC 2002-2006
- ウィガン・アスレティックFC 2006
- ポーツマスFC 2006-2007
- ボルトン・ワンダラーズFC 2007

## 代表歴
- イングランドU-21
  - UEFA U-21欧州選手権2000